# Дюжикова, Антонина Михайловна
Антонина Михайловна Дюжикова (13 [25] июня 1853 — 1918) — русская драматическая актриса

 Императорских театров Российской империи.

## Биография
Обучалась сценическому мастерству в Санкт-Петербургском театральном училище, которое окончила в 1873 году.
Дебютировав в роли Марьи Андреевны в «Бедной невесте» в Александринском театре, Дюжикова связала с Александринкой почти всю свою творческую карьеру, выступая главным образом в характерных ролях. По мнению критиков, игра актрисы «отличалась изяществом».
Лучшие её роли: Марьица («Каширская старина»), Катерина («Гроза»), Василиса Мелентьевна.
В 1902 году Дюжикова покинула сцену по состоянию здоровья, после чего проживала в Доме ветеранов сцены
Скончалась в 1918 году.
Её творческий вклад был отмечен золотой медалью на Станиславовой ленте (1899).